# Amara fervida
Amara fervida é uma espécie de insetos coleópteros pertencente à família Carabidae.
A autoridade científica da espécie é Coquerel, tendo sido descrita no ano de 1859.
Trata-se de uma espécie presente no território português.